# 南昌站公共運輸交匯處
南昌站公共運輸交匯處（英語：Nam Cheong Station Public Transport Interchange）或者南昌鐵路站巴士總站（英語：Nam Cheong Railway Station Bus Terminus），是位於香港九龍深水埗區的巴士總站。
南昌站公共運輸交匯處原址發展成匯璽及基座商場V Walk。根據深水埗區西北九龍填海區第6號綜合發展區地盤（即目前深水埗（東京街）巴士總站所處的地塊）的發展計劃，此站與深水埗（東京街）巴士總站合併，並以擴建後者取代此站。當局亦興建行人天橋連接南昌站、新巴士總站及第6號綜合發展區的海達邨。南昌站公共運輸交匯處擬於2012年6月關閉，結果推遲至同年9月29日才永久封閉。現時使用此站的巴士路線將遷往深旺道（富昌邨）（中途站）和深水埗（東京街）巴士總站（但因應東京街巴士總站停用以便興建海達邨，原於東京街巴士總站的路線再搬遷至長沙灣（深旺道）巴士總站）。現時巴士總站已改建為V Walk商場及上落客區。

## 封閉前總站路線資料

### 九龍巴士12A線
於1956年7月4日起投入服務，初時來往深水埗碼頭至九龍城碼頭，途經欽州街、長沙灣道及界限街。1987年11月23日起為配合紅磡黃埔花園首期入伙，總站延長至黃埔花園。因1999年3月7日起深水埗碼頭巴士總站關閉，總站遷往南昌鐵路站，為一條擁有高流水乘客量的巴士路線。

### 九龍巴士18線
於1975年8月1日起投入服務，初時來往大角咀碼頭及愛民（何文田），並以循環線形式運作，是九巴首條以循環線形式運作的巴士路線。初時受到紅綠小巴以車海戰術的打擊，加上班次疏落，導致客量偏低。及後九巴為了改善情況，改派單層三菱空調巴士行走及加密班次，成功小巴手中搶回不少乘客，及後因客量不斷上升便派出雙層空調巴士行走本線。2003年11月16日起，為配合南昌鐵路站巴士總站啟用而遷往。

### 新巴796C線
於2001年9月10日起投入服務，初時為來往蘇屋及寶盈花園，2008年1月14日總站正式遷往南昌站，並提供南昌站至太子道東的八達通雙向分段收費，方便西九龍新區居民往來九龍城、新蒲崗及將軍澳南，同時令將軍澳南有另一條往來長沙灣工業區的巴士路線選擇，也成為唯一一條設有八達通雙層分段收費的日間新界往來九龍市區巴士路線。

## 途經路線資料

### 九龍巴士12線
- 海麗邨 ↔ 尖沙咀東（麼地道）

於1930年代初起服務，由中巴經營，當時來往尖沙咀及深水埗。於1933年6月11日，地區專營權生效，九巴取得本線的專營權，但一直以來卻受到港鐵巴士K16線及多條小巴路線打擊，加上班次疏落，導致客量偏低，大部份時候都吉車遊街。2009年8月16日，為配合港鐵九龍南線通車及西鐵綫延長至紅磡鐵路站，總站由深水埗（東京街）巴士總站改為海麗邨巴士總站並繞經尖東鐵路站（新世界中心）及加密班次，為九巴首條服務新巴取得專營權的西九龍新區的非過海巴士路線，客量亦因此得以改善。

### 九龍巴士36A線
- 梨木樹 ↺ 長沙灣（海達邨）

於1971年8月20日起投入服務，提供梨木樹及葵涌道一帶往來長沙灣及深水埗的巴士服務。

### 過海隧道巴士118線
- 小西灣（藍灣半島） ↔ 長沙灣（深旺道）

於1995年6月26日起投入服務，初時由城巴經營，並來往柴灣（東）及深水埗（欽州街），後來總站搬遷至小西灣（藍灣半島）及深水埗（東京街），1995年11月26日九巴加入經營本路線。由於本線行經東區走廊且就直達九龍市區，方便往來柴灣工業區及深水埗區、旺角區及油麻地上班的西九龍居民及柴灣居民，且是柴灣一帶的主要過海隧道路線，因此客量十分高，不論在任何時候經常全車坐滿。

### 過海隧道巴士118P線
- 小西灣（藍灣半島） ↔ 長沙灣（深旺道）（特快）

於1997年1月13日投入服務，為118線的特快線，全程取道東區走廊並服務杏花邨一帶，只於平日繁忙時間服務，於1998年1月26日起正式命名為118P線，同時並延長至小西灣。2001年7月22日起為配合藍灣半島巴士總站啟用隨即遷往該處，2004年7月4日起九龍區總站遷往深水埗（東京街）。

### 九龍巴士212線
- 未有資料，請加入至Module:香港巴士/klnt。

於1991年2月10日起投入服務，初時來往深水埗碼頭及黃埔花園，1999年3月7日起因碼頭巴士總站關閉，總站遷往東京街。由於客量不斷上升，最初行走的單層巴士均被調走，現時大部份車隊更派出富豪Wright前衛雙層低地台巴士行走。但隨着觀塘線延線通車，本線亦隨即取消。

### 九龍巴士296C線
- 尚德 ↔ 長沙灣（海盈邨）

於1999年3月26日起投入服務，九巴當時並沒有規劃開辦本路線。但隨296A線的客量出現飽和，並發現當中四成乘客的最終目的地是西九龍而出現。本線雖有796C線的沿途競爭，但其行車時間較短，加上車費較低，因此本線的客量無太大損失。

### 新巴701線
- 海麗邨 ↺ 旺角

於2003年12月16日起投入服務，以配合九廣西鐵於2003年12月20日通車，初時往來南昌站至旺角火車站（現稱港鐵旺角東站），以循環線形式運作。2005年6月13日，在區議員及居民大力爭取下，本線由南昌站延長至海麗邨巴士總站。由於能夠方便西九龍新區一帶的居民往來旺角市中心購物及工作，且有部份前往較接近旺角中心的南昌站轉乘港鐵西鐵綫的乘客也會乘坐本線，加上本線較九巴18線頻密，因此客量非常不俗。

### 新巴701S線
- 海麗邨 ↺ 旺角（通宵循環線）

於2007年6月17日凌晨起投入服務，是新巴於西九龍新區開辦的首條非過海通宵路線，是首條途經西九龍走廊的常規通宵專利巴士路線。

### 新巴702線
- 海麗邨 ↺ 九龍塘（又一城）

於2003年3月17日起投入服務，當時往來蘇屋至長沙灣（深盛路）。2005年5月9日，隨海麗邨落成入伙，總站遷往海麗邨，本線亦是深水埗區唯一全日服務的區內巴士路線。

### 新巴702A線
- 海盈邨 → 白田邨 （只限繁忙時間服務）

### 新巴702S線
- 蘇屋邨 ↺ 長沙灣（深盛路）（繁忙時間服務之循環線）

### 過海隧道巴士914線
- 海麗邨 ↔ 天后站

於1992年5月30日投入服務，當時路線編號為114線，來往深水埗碼頭及中環港澳碼頭，由九巴及中巴聯合營辦。1997年5月1日為配合西區海底隧道通車，本線總站廷長至銅鑼灣（天后）及改經西隧，並改稱為914。及後由新巴接辦，亦不再途經彌敦道，在2006年1月8日九龍區總站亦由本站延長至海麗邨，為西九龍新區居民提供過海隧道巴士服務。本線的班次比905線疏落，與905線亦有重疊部份，脫班情況亦十分嚴重，縱然如此，繁忙時間該線也一樣會出現頂閘情況。

### 過海隧道巴士971線
- 香港仔（石排灣） ↔ 海麗邨

於2003年12月16日投入服務，為新巴配合九廣西鐵（現稱港鐵西鐵綫）即將通車而開辦，當時來往南昌站至石排灣，後來為配合海麗邨入伙而把總站遷往該處。由於本線不是行經市區心臟地帶，除繁忙時間外客量只屬一般，而本線亦是域多利道沿線唯一的過海隧道巴士線，比隧巴104更能直接到達堅尼地城，但在清明時節本線的客量便會激增數倍，新巴便會自行加密班次及派出12米低地台雙層空調巴士行走本路線。

### 城巴A21線
- 紅磡站 ↔ 機場

於1998年7月6日起配合新機場啟用而投入服務，於1999年12月12日起，往機場方向不再途經亞皆老街、櫻桃街、深旺道及荔寶路以避免塞車，並改經海輝道（維港灣）及連翔道，往紅磡站方向改經西九龍走廊。2007年7月16日起往機場方向改經深旺道及荔寶路，以方便西九龍新區居民前往機場。由於本路線途經九龍市區及多間酒店，因此會有很多遊客乘搭往來機場及酒店區。
在九巴12線還未延長至海麗邨之前，由於選擇不多，該帶居民會利用此線作來往油尖旺區，因此城巴在該帶設置往紅磡站的單向分段收費。

### 過海隧道巴士N118線
- 小西灣（藍灣半島） ↔ 長沙灣（深旺道）（通宵服務）

於1997年4月13日投入服務，為118線的通宵線，起初路線與118線相同，後於2000年8月12日起往深水埗方向加停銅鑼灣鵬利中心（景隆街），方便銅鑼灣乘客前往九龍市區。

## 曾以該站作為總站並被取消的路線

### 港鐵巴士K16線
- 南昌站 ↔ 尖東站

於1991年1月14日投入服務，初時只是一條九廣東鐵（現稱港鐵東鐵綫）接駁巴士路線，由紅磡車站開往尖沙咀中間道。由於當時九廣西鐵（現稱港鐵西鐵綫）不能直達尖沙咀，因此於2003年12月13日本線延長至南昌站，增設西鐵八達通轉車優惠，讓西鐵乘客可免費接駁至尖沙咀，並同時提升至每日全日服務，以方便西鐵乘客，亦藉此取代K15線，更成為唯一一條能同時接駁西鐵和東鐵的九鐵巴士路線，因此擁有極高客量，由早到晚都客似雲來。但港鐵西鐵綫九龍南綫在2009年8月16日通車後，乘客可以經西鐵綫直接往來尖沙咀，所有轉乘優惠亦於該日取消，班次亦被減至15至20分鐘一班，加上九巴12線更改行車路線及加密班次，本線便顯得無用武之地，客量急劇下降，因此港鐵決定於2009年9月19日取消本線。

## 外部連結
- 九巴（页面存档备份，存于）
- 城巴／新巴（页面存档备份，存于）
- 香港巴士大典上的相关条目：南昌站公共運輸交匯處